# Torse nu

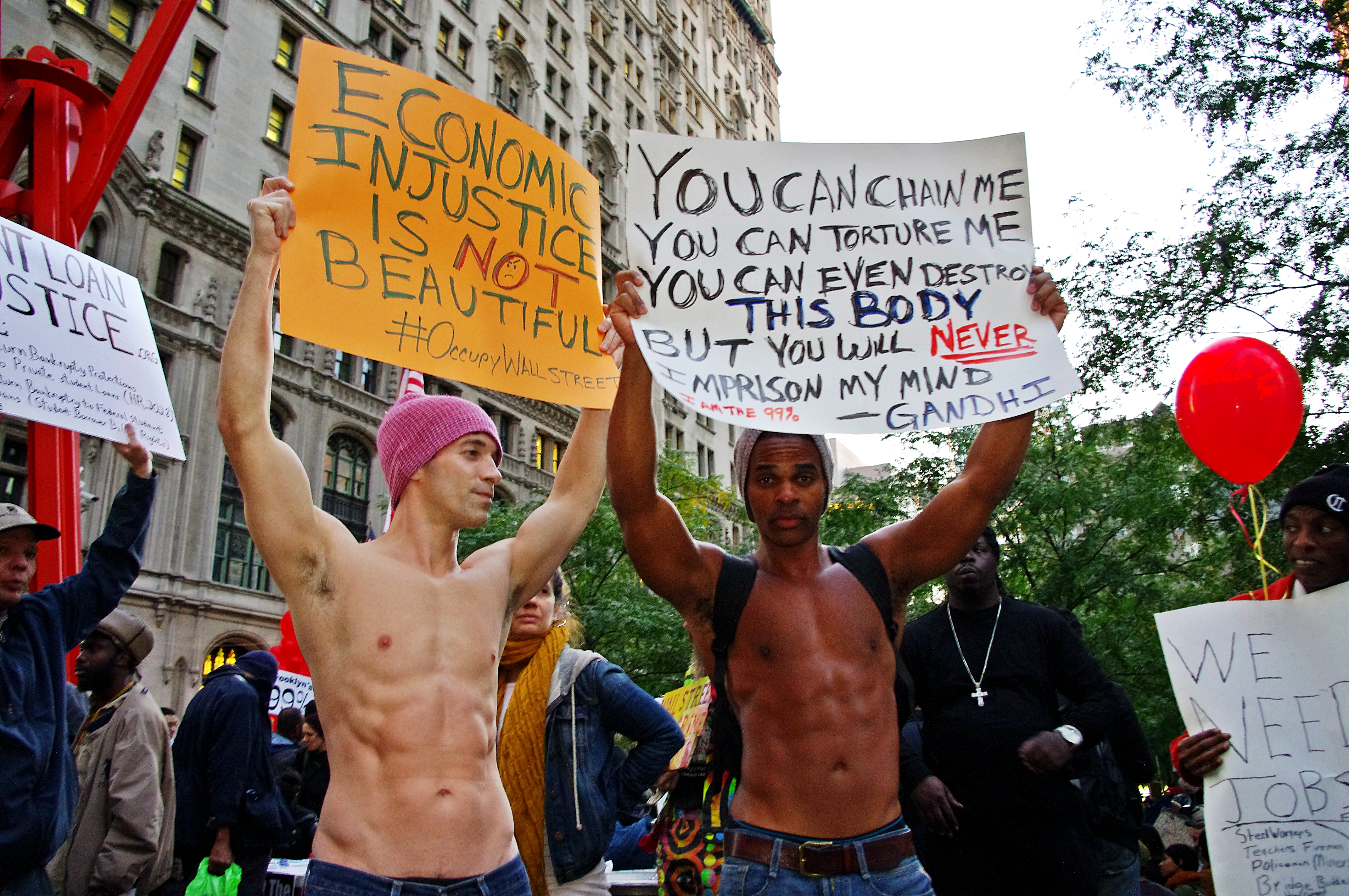
Exemple de deux manifestants d'Occupy Wall Street utilisant leurs torses nus comme messages. Sur les pancartes est inscrit : L'injustice économique n'est pas belle » et « vous pouvez m'enchaîner, vous pouvez me torturer, vous pouvez même détruire ce corps, mais vous n'emprisonnerez jamais mon esprit. Gandhi.

Le fait d'être « torse nu » est une forme de nudité partielle de l'homme ou de l'enfant (y compris une fille pré-pubère) exposant ainsi le torse, et par abus de langage, sous-entend que la totalité du tronc et des bras sont dénudés.
Le torse nu masculin est couramment pratiqué pour la baignade à l'occidentale (non habillée) et en général à la plage ou pour des manifestations sportives ou festives. Dans les sociétés occidentales, un homme torse nu est généralement accepté dans d'autres endroits publics aussi, comme dans les parcs (surtout si on s'expose au soleil ou si on pratique du sport) ou sur les gradins des stades quand on assiste à un événement sportif. Pour les femmes surtout, la situation est plus variable, et il peut exister selon les pays des débats juridiques pour savoir si les seins nus présentent un caractère sexuel ou non.
Il n'est pas rare qu'en été des hommes décident de se dévêtir le torse en ville, excepté dans les lieux où la décence le défend (restaurants, boutiques). En bord de mer, beaucoup d'hommes vont dévêtus dans les centres-villes des stations – y compris dans les commerces – à tel point que certaines villes ont décidé de l'interdire.
Même si le comportement des hommes torse nu peut s'avérer choquant auprès de certaines personnes ou inapproprié voire illégal dans certaines situations, il est globalement plus facilement accepté et moins sexuellement connoté que celui des femmes seins nus.

## Pratique

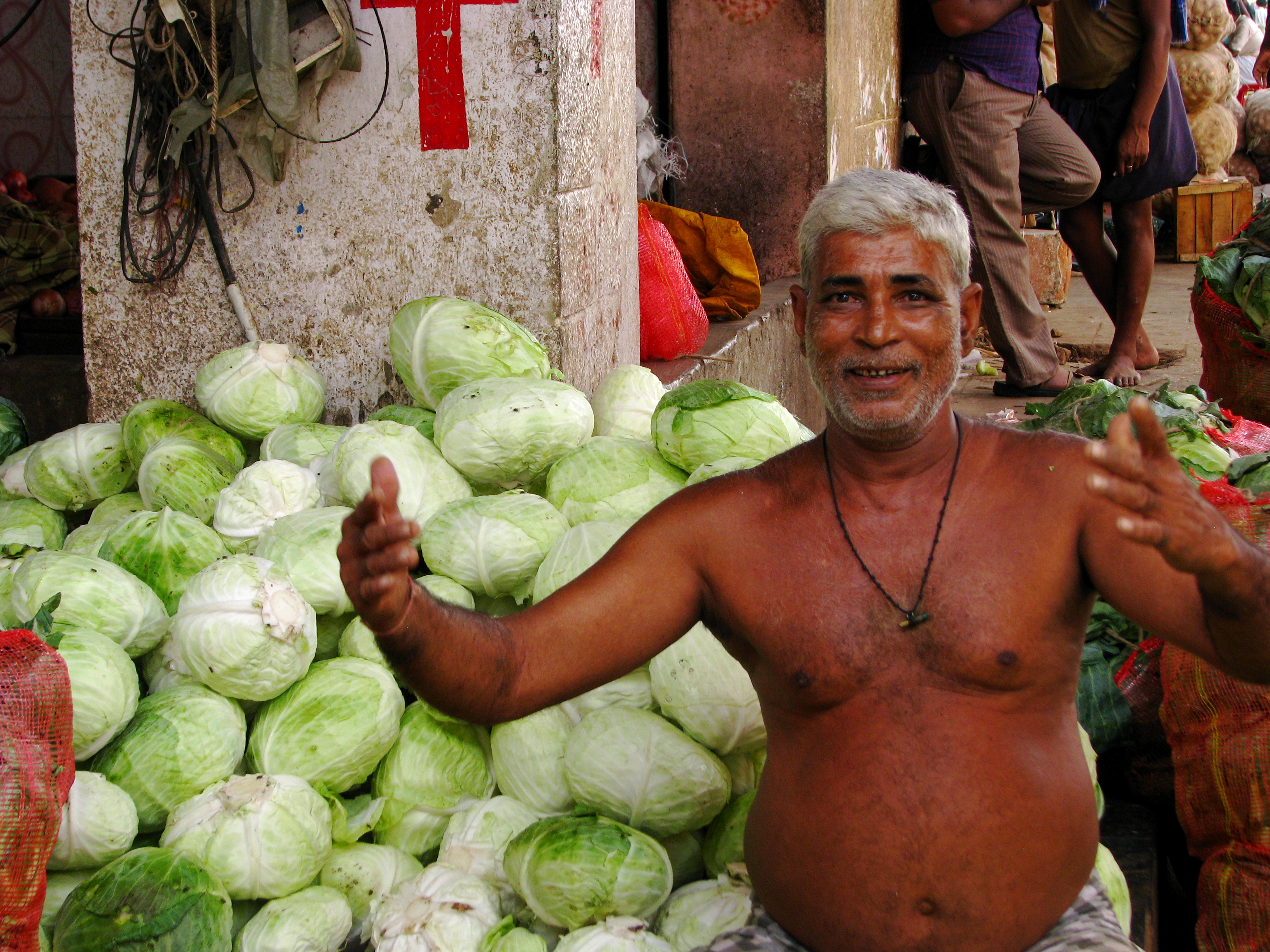
Un vendeur du marché de Koyambedu à Madras en Inde en octobre 2007.

Être torse nu équivaut à se trouver dans un état de nudité partielle, à mi-chemin entre l'état où le corps est entièrement vêtu et la nudité intégrale. La signification de la nudité et la notion de pudeur varient beaucoup d'une société et d'une époque à l'autre, mais l'étude de tels états de nudité partielle est rendue difficile par le caractère souvent évasif des textes anciens sur ce sujet : ils n'évoquent que des situations d'écart par rapport à la norme implicite d'une société, et ne donnent en général que peu de détails sur le degré de nudité des personnes ou encore sur leur sexe et leur âge, alors que ces données seraient importantes pour pouvoir étudier la perception des différents degrés de nudité dans les mœurs de telle ou telle communauté.
En Inde, il est courant pour un homme à la campagne de ne porter qu’un longhi ou une dhoti qui couvre les jambes et laisse le torse visible. C’est particulièrement typique pour les prêtres hindous. En ville par contre le port de la chemise est omniprésent.
En Europe et en Amérique du Nord, se promener torse nu en ville peut être réprimandé voire réprimé. Certains commerces refusent de servir des hommes torse nu. Plusieurs villes et états américains autorisent néanmoins aux hommes comme aux femmes d'avoir leur poitrine dénudée (voir chapitre États-Unis).

### Sports et loisirs en plein air

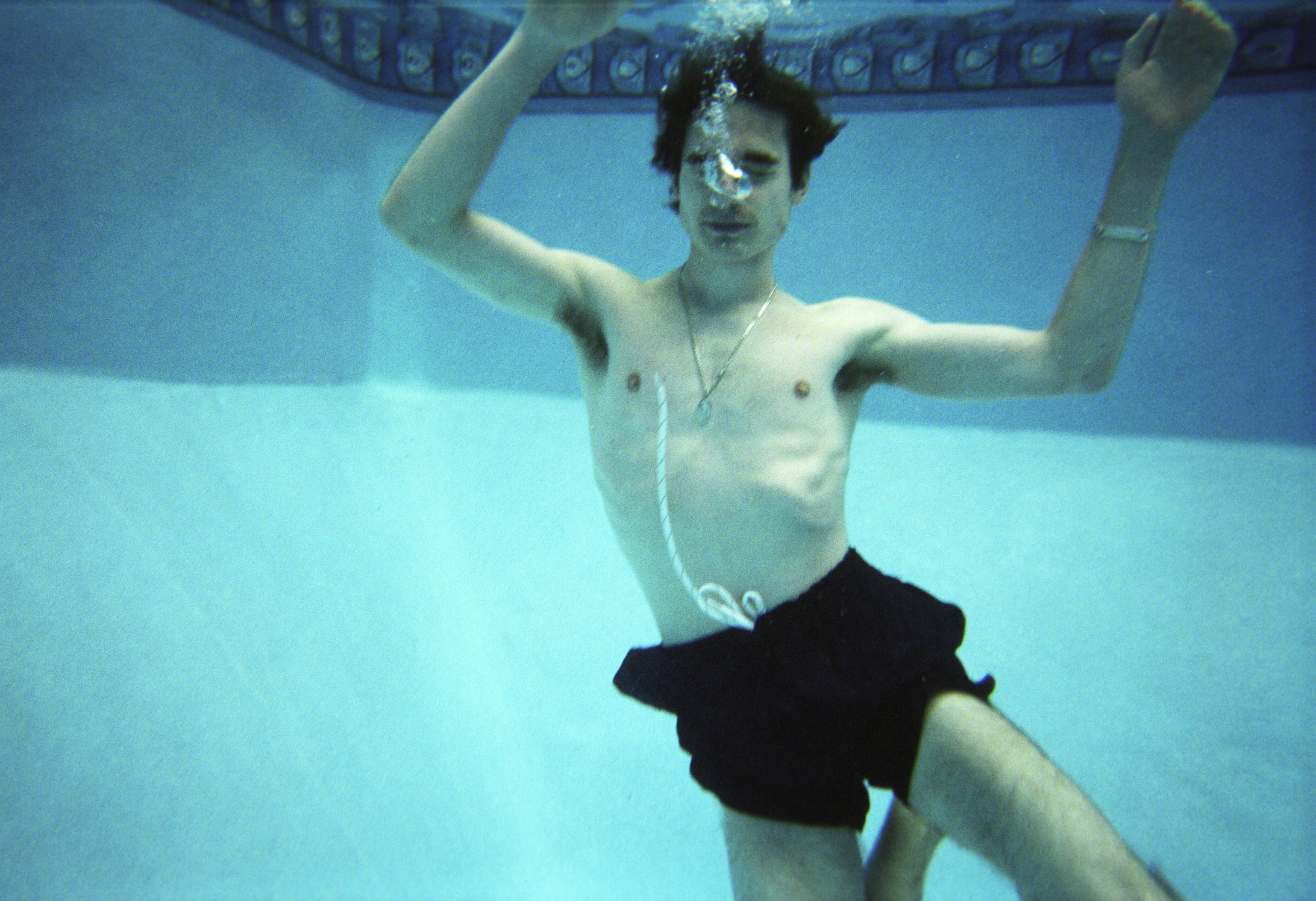
À la différence des femmes, il est presque systématique pour un homme d'être torse nu lors d'une baignade dans un contexte occidental.
À l'inverse, la baignade habillée est de rigueur dans de multiples pays du globe, notamment en Asie et en Afrique, quel que soit le sexe de la personne.

Les activités sportives sont une occasion privilégiée pour les hommes de se dévêtir le torse. En effet, la nudité partielle lors d'un entraînement physique est courante et très largement acceptée dans le monde pour un homme. Elle est même régulièrement encouragée ou valorisée, pour montrer sa musculature et/ou sa pilosité, toutes les deux considérées comme marqueurs de virilité, surtout en Occident.
C'est particulièrement vrai dans les sports nautiques comme la natation, le plongeon, le surf, le water-polo ainsi que dans d'autres sports se pratiquant sur les plages, comme le football de plage ou le beach volley ou les tournois de lutte sur plage. C'est aussi le cas dans un certain nombre de sports de combat comme la lutte, les arts martiaux mixtes (MMA) ou le catch. Dans la boxe professionnelle ainsi que le kickboxing, il est généralement défendu aux participants de se couvrir le torse. Les culturistes sont aussi systématiquement torse nu, dans une tradition qui remonte au moins au début des années 1900.
En plein air et dans les salles de gymnastique, de nombreux hommes vont enlever le haut par souci de confort voire de performance physique. C'est entre autres le cas pour le basketball, le football, le tennis, le jogging et la gymnastique. Alors qu'il pourrait paraître déplacé d'être torse nu en public, l'exercice physique légitime la nudité partielle masculine.
Dans certains matches en équipe pratiqués entre amis en plein air, comme le basket, le foot ou le cricket et que les maillots pour différencier les équipes viennent à manquer, une des équipes peut choisir de tomber la chemise, tandis que l'autre garde un t-shirt. Cette pratique s'appelle shirts versus skins en anglais.

### Communication politique
L'exemple du président de la fédération de Russie Vladimir Poutine a beaucoup fait parler de lui. Il se met en scène dans des activités sportives et viriles souvent torse nu. Certains jugent les sorties dénudées de Poutine comme ayant un caractère sexuel, alors que le porte-parole du Kremlin soutient que l'affichage médiatisé de Poutine haut nu n'est pas une mise en scène mais reflète simplement ses centres d'intérêt.

### Représentation musicale

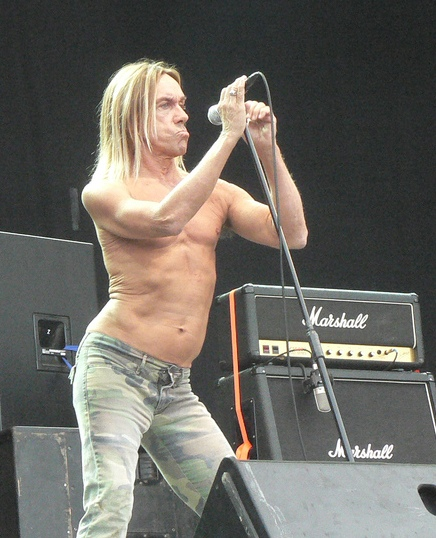
Iggy Pop, le « chanteur au torse nu »,, ici à l'édition 2006 du Sziget Festival.

Il n'est pas rare pour les musiciens et les showmans de tomber la chemise lors de leurs représentations. Certains musiciens en sont coutumiers : Sid Vicious, Freddie Mercury, Iggy Pop, Robert Plant de Led Zeppelin, Matt Pike de High on Fire, Zack Merrick d'All Time Low, Dave Navarro de Jane's Addiction, Bon Scott et Angus Young d'AC/DC, Campino des Toten Hosen, Uniklubi, Jared Leto, Brian Viglione, Nick Oliveri, Lil Wayne, Bone Crusher, Dylan « Shady » Crawford, LL Cool J, Fat Joe et les membres des groupes Rammstein, Bérurier noir, Shaka Ponk, Red Hot Chili Peppers, Biffy Clyro, Basshunter, Metro Station ou Placebo.

## Législation

### France
Se promener en ville torse nu est autorisé en France. Parfois, une décision municipale l'interdit sans qu'elle ne repose toutefois sur une base légale parce qu'évoluer torse nu n'est pas punissable au regard du code pénal. Les arrêtés municipaux peuvent imposer une interdiction qui ne peut concerner qu'un secteur défini sur une période déterminée et qui doit être motivée par une ou plusieurs conditions particulières en rendant l'existence nécessaire, conditions qui doivent également être déterminées, ce qui n'est pas toujours le cas. Les communes établissent alors des arrêtés municipaux qui déterminent la tenue, les zones de circulation, la période concernée et le montant des amendes. Les mesures d'interdiction restent illégales aux yeux de la loi et, de fait, les amendes restent très rares et sont facilement annulables par le tribunal administratif, qui rappelle que seule l’exhibition sexuelle (volontairement montrer ses organes génitaux, voire accomplir en public des actes sexuels, seul ou avec d’autres) est punie,.
La réglementation municipale des villes qui suivent interdit, au cours de l’année, de se promener torse nu sur la voie publique : Saint-Tropez, Sainte-Maxime, Saint-Raphaël, Nice, Menton, Ajaccio (du 1er juin au 15 octobre), Le Touquet, Deauville, Villers-sur-Mer (du 1er mai au 30 septembre), Charenton-le-Pont, Moret-sur-Loing, Thaon-les-Vosges (huit rues de Thaon-les-Vosges, en été, dont l'accès au lac), Les Sables-d'Olonne, Anglet, Biarritz, Carpentras (du 1er juin au 15 septembre), Montauban, Perpignan, Toulouse (du 13 juillet au 30 septembre), Bandol.

### Monaco
La réglementation locale de Monaco interdit de se promener en maillot de bain ou torse nu sur la voie publique.

### Allemagne
Il n'existe pas de législation locale interdisant le torse nu. Cependant, en dehors de secteurs prévus, les femmes peuvent être blâmées. À Munich, en juin 2019, une interdiction du nu ainsi que du torse nu pour les femmes dans des zones de récréation non officiellement naturistes a été suivie par la mise en place d'une police morale de sécurité municipale; cependant, cette opération a été immédiatement contestée par la liste Verte et Rose de la municipalité, qui s'est déclarée scandalisée et a demandé un examen du fondement juridique de l'intervention, le maire lui-même s'en inquiétant et mettant en avant l'esprit du Vivre et laisser vivre qui caractérise la ville.

### Pays-Bas
Il n'existe aucune réglementation interdisant explicitement le torse nu sur la voie publique. Par contre, il est communément interdit dans les transports (en particulier bus, tramways). Amsterdam ne punit d'amende que les comportements déplacés en centre-ville, s'ils sont associés à un état d'ébriété ou s'il y a prise de boissons alcoolisées dans la rue. Le torse nu ne constitue pas en soi un délit.

### États-Unis
Aux États-Unis, les poitrines dénudées sont illégales, sauf dans les États du Colorado, d'Hawaï, du Maine, de New York,, d'Ohio, et du Texas et dans certaines villes comme la capitale Washington, Portland en Oregon, et certaines plages de Californie comme Black's Beach, Baker Beach et Santa Cruz ou de Floride comme à South Beach, Miami Beach ou Key West.

#### L'affaire Santorelli (New York)
À la suite du procès Santorelli (1992), du nom d'une des deux femmes arrêtées pour s'être bronzées seins nus dans un parc, il est désormais possible à toute femme, comme c'était déjà le cas pour les hommes, d'être torse nu dans l'État de New York. Ramona Santorelli et Mary Lou Schloss, sa co-inculpée, avaient fait valoir l'article 245.01 sur l'égalité des droits,. Le jugement est devenu jurisprudence et, en 2013, la police de New York a reçu instruction pour ne plus interpeller de femmes pour exposition de seins en public.